# Lokaalspoorrijtuigen van de NCS

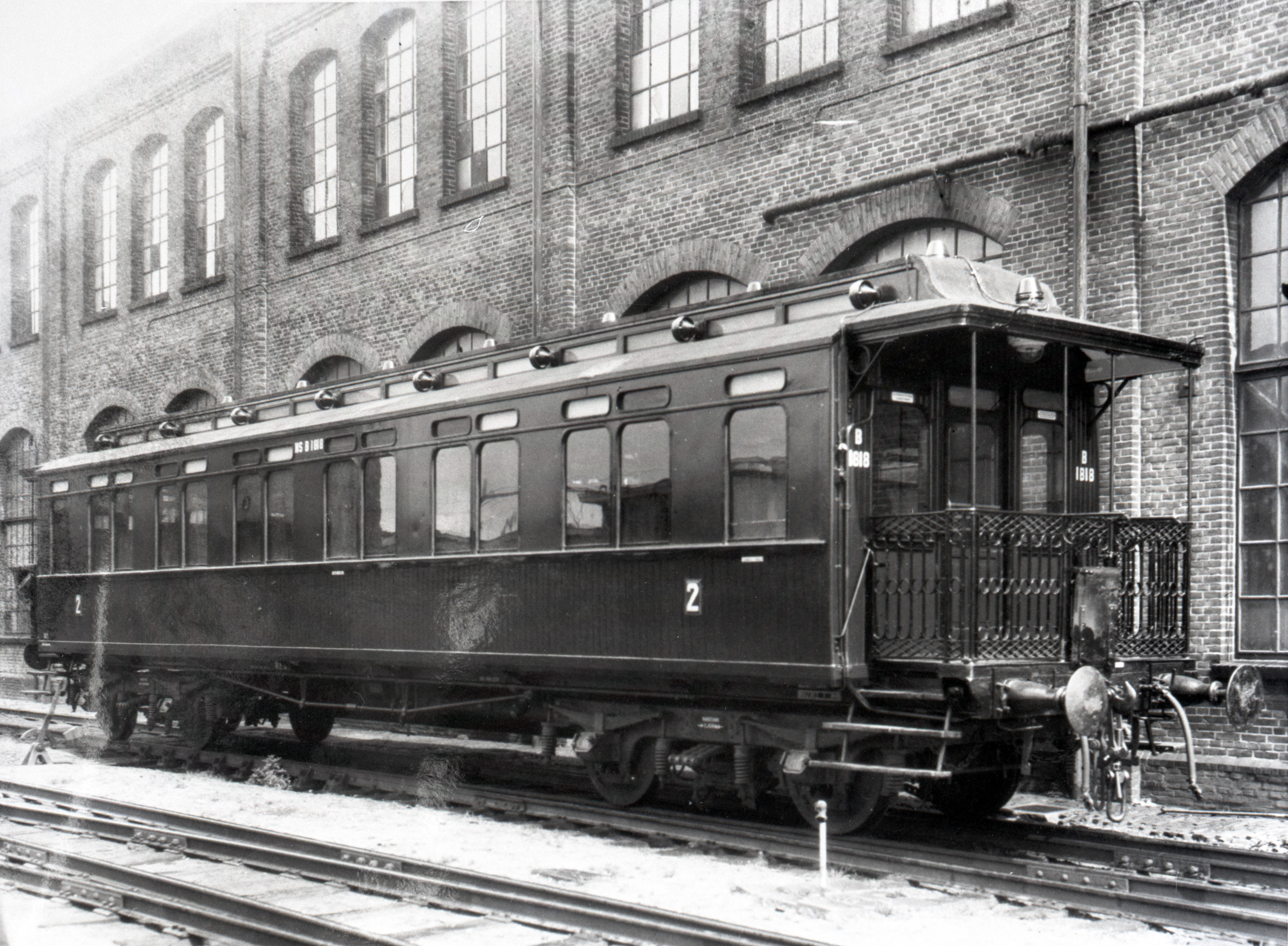
Het van oorlogsschade herstelde rijtuig NS B 1818; circa 1947.

Dit artikel beschrijft de rijtuigen van de Nederlandsche Centraal-Spoorweg-Maatschappij (NCS) voor de lokaallijnen rond Utrecht.
Tussen 1896 en 1911 werden in de NCS werkplaats te Utrecht, door Koninklijke Fabriek van Rijtuigen en Spoorwagens J.J. Beijnes (Beijnes) en Van der Zypen & Charlier 69 rijtuigen gebouwd voor de lokaalspoorlijnen ten oosten van de stad Utrecht, te weten Utrecht - Den Dolder - Baarn en Utrecht - Bilthoven - Zeist. Nadat de exploitatie van de NCS-lijnen in 1919 door de Maatschappij tot Exploitatie van Staatsspoorwegen was overgenomen behielden de rijtuigen de NCS nummering. In 1924 werden de rijtuigen in de nummering van de Nederlandse Spoorwegen opgenomen.

## Rijtuigen BD 101-104 / B 101-107
Tussen 1896 en 1898 werden in de NCS werkplaats te Utrecht vier drieassige rijtuigen BD 101-104 met een bagageruimte in het midden en aan weerszijden een tweedeklasafdeling gebouwd. De eerste drie rijtuigen werden nog zonder lichtkap gebouwd. Vanaf de BD 104 werd met een lichtkap gebouwd, waarna de BD 101-103 na 1898 ook van een lichtkap werden voorzien. In gelijke stijl werden in 1898 drie, eveneens drieassige, rijtuigen B 101-103 gebouwd, welke geheel waren ingericht als tweedeklasrijtuigen verdeeld in zeven compartimenten met in totaal 48 zitplaatsen.
In de jaren 1903/1904 werden de BD rijtuigen verbouwd door de bagageruimte bij de tweedeklasafdelingen te trekken, waarna de rijtuigen aansluitend aan de B 101-103 werden vernummerd in B 104-107. De rijtuigen boden sindsdien plaats aan 42 zittende reizigers.
In 1924 werden de rijtuigen in de NS nummering opgenomen als B 1601-1607, met als typeaanduiding Bl7 (lokaalspoorrijtuig tweede klas met 7 coupés/afdelingen) voor de oorspronkelijke tweedeklasrijtuigen en Bl5 voor de oorspronkelijke rijtuigen met bagageruimte. Tot 1947 werden de rijtuigen buiten dienst gesteld. De B101 overleefde na haar buitendienststelling nog 66 jaar als tuinhuisje en ging in 2012 naar de Museum Buurtspoorweg in Haaksbergen.
| NCS nummer | NCS nummer (1903/1904) | NS nummer (1924) | Bijzonderheden                               |
| ---------- | ---------------------- | ---------------- | -------------------------------------------- |
| B 101      |                        | B 1605           | Sinds 2012 bewaard bij de MBS in Haaksbergen |
| B 102      |                        | B 1606           |                                              |
| B 103      |                        | B 1607           |                                              |
| BD 101     | B 104                  | B 1601           |                                              |
| BD 102     | B 105                  | B 1602           |                                              |
| BD 103     | B 106                  | B 1603           |                                              |
| BD 104     | B 107                  | B 1604           |                                              |

## Rijtuigen B 111-127

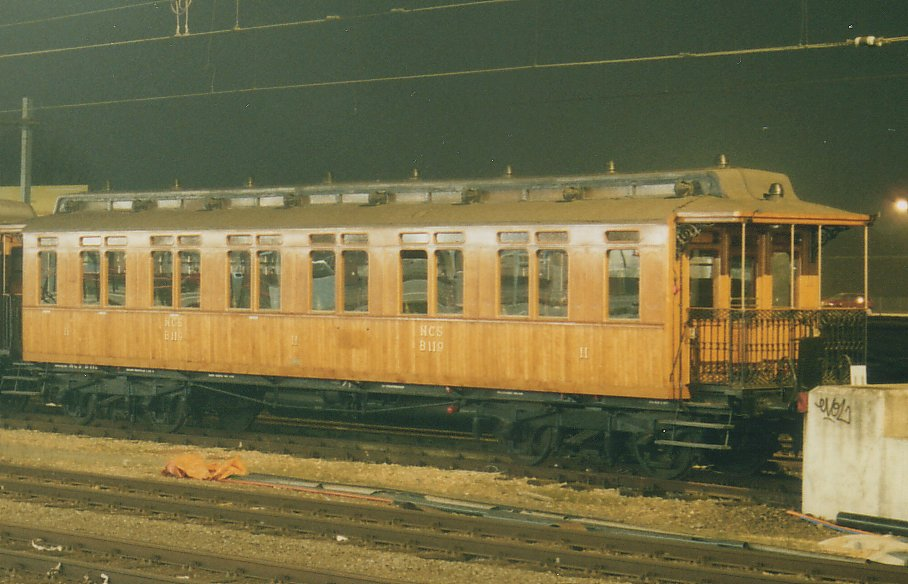
NCS rijtuig B 119 in Amersfoort, waar het rijtuig tijdelijk is opgeborgen tijdens de verbouwing van het Nederlands Spoorwegmuseum in Utrecht

Tussen 1899 en 1911 werden in de NCS werkplaats te Utrecht 17 rijtuigen B 111-127 gebouwd. Het waren houten tweedeklasrijtuigen met twee draaistellen en 56 zitplaatsen. Het interieur was voor tweedeklasmaatstaven zeer luxe uitgevoerd. Vanuit de wetgeving was het niet toegestaan om op lokaalspoorlijnen eerste klas te voeren. Om de notabelen uit het gebied ten oosten van Utrecht toch in comfort te kunnen vervoeren, liet de NCS deze als eerste klas ingerichte rijtuigen als tweede klas te boek staan. Karakteristiek voor dit materieel (hetgeen ook geldt voor de derde klas-rijtuigen) waren de open eindbalkons.
Op 15 november 1920 boorde een sneltrein van Rotterdam Maas naar Amsterdam Weesperpoort te Breukelen door het te laat opmerken van een onveilig afstandssein door de machinist door een trein van Amsterdam Weesperpoort naar Utrecht CS, waarbij de rijtuigen B 127 en C 127 totaal vernield werden. De resterende 16 rijtuigen werden in 1924 in de NS nummering opgenomen als B 1806-1821, met als typeaanduiding Bl8 (lokaalspoorrijtuig tweede klas met 8 coupés/afdelingen). Een tweede rijtuig ging vermoedelijk in 1940 door de oorlogsomstandigheden verloren. Als laatste rijtuig werd de B 1814 in 1952 buiten dienst gesteld en bewaard door het Nederlands Spoorwegmuseum. Nadat dit rijtuig in opdracht van het Nederlands Spoorwegmuseum door de Hoofdwerkplaats van de NS in Haarlem in oorspronkelijke staat als B 119 teruggebracht is dit rijtuig sinds 1977 te bezichtigen in het spoorwegmuseum in Utrecht.
De B 1813 werd samen met de eveneens van de NCS afkomstige C 1820 en het van de SS afkomstige rijtuig AB 116 gebruikt als vakantieverblijf in de bossen bij Overberg, in eigendom van de schippersschool in Vreeswijk. De B 1813 werd daar in de zomermaanden gebruikt als eet- en verblijfsruimte. In 1989 werden deze drie rijtuigen door de Museum Buurtspoorweg verworven en in afwachting op restauratie opgeborgen. De B 1813 kreeg daarbij het MBS nummer B 43. Het SS rijtuig AB 116 werd in 2001 verkocht aan de Stoomtrein Goes - Borsele.
De beide resterende rijtuigen B 118 (NS B 1813) en B 119 (NS B 1814) hebben 1904 als bouwjaar.
| NCS nummer | NS nummer (1924) | Bijzonderheden                                        |
| ---------- | ---------------- | ----------------------------------------------------- |
| B 111      | B 1806           |                                                       |
| B 112      | B 1807           |                                                       |
| B 113      | B 1808           |                                                       |
| B 114      | B 1809           |                                                       |
| B 115      | B 1810           |                                                       |
| B 116      | B 1811           |                                                       |
| B 117      | B 1812           |                                                       |
| B 118      | B 1813           | Sinds 1989 bewaard door de MBS als B 43.              |
| B 119      | B 1814           | Sinds 1952 bewaard door het Spoorwegmuseum als B 119. |
| B 120      | B 1815           |                                                       |
| B 121      | B 1816           |                                                       |
| B 122      | B 1817           |                                                       |
| B 123      | B 1818           |                                                       |
| B 124      | B 1819           |                                                       |
| B 125      | B 1820           |                                                       |
| B 126      | B 1821           |                                                       |
| B 127      |                  | In 1920 verongelukt.                                  |

## Rijtuigen BC 101-105 / C 130-134
In 1901 stelde de NCS vijf door de Koninklijke Fabriek van Rijtuigen en Spoorwagens J.J. Beijnes gebouwde lokaalspoorrijtuigen BC 101-105 in dienst met tweede en derde klas. In 1903 werden de rijtuigen verbouwd tot geheel derde klas en vernummerd in C 130-134. Uiterlijk zijn deze rijtuigen van de overige derdeklasrijtuigen te onderscheiden door de bredere afstand tussen de ramen van de voormalige tweedeklasafdeling. Na de verbouwing boden de rijtuigen plaats aan 56 zittende reizigers. In 1924 werden deze vijf rijtuigen opgenomen in de NS nummering als C 1817-1821 met als typeaanduiding Cl8. Het laatste rijtuig werd in 1953 buiten dienst gesteld.
De C 1820 werd samen met de eveneens van de NCS afkomstige C 1813 en de van de SS afkomstige rijtuig AB 116 gebruikt als vakantieverblijf in de bossen bij Overberg, in eigendom van de schippersschool in Vreeswijk. De C 1820 werd daar in de zomermaanden gebruikt als slaapvertrek. In 1989 werd het rijtuig door de Museum Buurtspoorweg verworven en in afwachting op restauratie opgeborgen, voorzien van het administratieve nummer 42.
| NCS nummer (1901) | NCS nummer (1903) | NS nummer (1924) | Bijzonderheden                         |
| ----------------- | ----------------- | ---------------- | -------------------------------------- |
| BC 101            | C 130             | C 1817           |                                        |
| BC 102            | C 131             | C 1818           |                                        |
| BC 103            | C 132             | C 1819           |                                        |
| BC 104            | C 133             | C 1820           | Sinds 1989 bewaard door de MBS als 42. |
| BC 105            | C 134             | C 1821           |                                        |

## Rijtuigen C 101-106
Tussen 1896 en 1897 werden in de NCS werkplaats te Utrecht drie drieassige derdeklasrijtuigen C 101-103 gebouwd, welke aanvankelijk niet waren voorzien van een lichtkap. Na 1898 werden deze rijtuigen alsnog van een lichtkap voorzien. Het interieur was ingedeeld met vijf zitplaatsen op een rij met aan de ene zijde van het middengangpad twee en aan de andere zijde drie zitplaatsen. Een uitzondering hierop vormden de kopwanden, waar de toegangsdeur in het midden werd geplaatst, zodat tegen de kopwanden aan weerszijden van de toegangsdeur elk twee zitplaatsen waren.
In 1898 werd de serie uitgebreid met nogmaals drie rijtuigen C 104-106, welke gelijk al van een lichtkap waren voorzien. In tegenstelling tot de eerste drie rijtuigen waren de toegangsdeuren in de kopwanden niet in het midden, maar in het verlengde van het gangpad geplaatst. Hierdoor konden aan de kopwanden ook vijf zitplaatsen op een rij geplaatst worden, waardoor het totale aantal zitplaatsen van deze rijtuigen op 70 uit kwam.
In 1924 werden deze zes rijtuigen opgenomen in de NS nummering als C 1601-1606 met als typeaanduiding Cl7.
Het laatste rijtuig werd in 1953 buiten dienst gesteld.
| NCS nummer | NS nummer (1924) | Bijzonderheden |
| ---------- | ---------------- | -------------- |
| C 101      | C 1601           |                |
| C 102      | C 1602           |                |
| C 103      | C 1603           |                |
| C 104      | C 1604           |                |
| C 105      | C 1605           |                |
| C 106      | C 1606           |                |

## Rijtuigen C 111-127
Tussen 1899 en 1900 werden in de NCS werkplaats te Utrecht twee rijtuigen C 111-112 gebouwd. Het waren houten rijtuigen met twee draaistellen en 88 zitplaatsen derde klas. In de breedte waren vijf zitplaatsen op een rij met een middengangpad. Alleen aan de kopwanden, waarbij de toegangsdeur naar het balkon in het midden werd geplaatst waren aan weerszijden van de deur twee zitplaatsen.
Tussen 1901 en 1911 werd de serie uitgebreid met de C 113-127, waarvan de laatste drie niet door de NCS werkplaats, maar door Van der Zypen & Charlier in Keulen werden gebouwd. In tegenstelling tot de C 111-112 boden de C 113-127 vier zitplaatsen in de breedte, waardoor het totaal aantal zitplaatsen op 72 kwam.
In 1920 sneuvelde het rijtuig C 127. De resterende 16 rijtuigen werden in 1924 in de NS nummering opgenomen als C 1801-1816, met als typeaanduiding Cl9. Tot 1953 werden de rijtuigen buiten dienst gesteld.
| NCS nummer | NS nummer (1924) | Bijzonderheden       |
| ---------- | ---------------- | -------------------- |
| C 111      | C 1801           |                      |
| C 112      | C 1802           |                      |
| C 113      | C 1803           |                      |
| C 114      | C 1804           |                      |
| C 115      | C 1805           |                      |
| C 116      | C 1806           |                      |
| C 117      | C 1807           |                      |
| C 118      | C 1808           |                      |
| C 119      | C 1809           |                      |
| C 120      | C 1810           |                      |
| C 121      | C 1811           |                      |
| C 122      | C 1812           |                      |
| C 123      | C 1813           |                      |
| C 124      | C 1814           |                      |
| C 125      | C 1815           |                      |
| C 126      | C 1816           |                      |
| C 127      |                  | In 1920 verongelukt. |

## Postbagagewagens LD 101-103
In 1900 werden in de NCS werkplaats te Utrecht drie tweeassige postbagagewagens LD 101-103 met een draagvermogen van 2 ton gebouwd. In 1924 werden deze opgenomen in de NS-nummering als PD 11-13, met als typeaanduiding PDl. Het laatste exemplaar werd in 1925 buiten dienst gesteld.
| NCS nummer | NS nummer (1924) | Bijzonderheden |
| ---------- | ---------------- | -------------- |
| LD 101     | PD 11            |                |
| LD 102     | PD 12            |                |
| LD 103     | PD 13            |                |

## Bagagewagens D 101-105, 111-119
Tussen 1898 en 1899 werden in de NCS werkplaats te Utrecht vijf tweeassige bagagewagens D 101-105 met een draagvermogen van 7,5 ton gebouwd. De wagens waren voorzien van twee deuren aan beide zijden en een uitzichtkoepel in het midden boven het dak voor de conducteur. In 1902 werd de serie uitgebreid met de D 111-116, welke van de D 101-105 afweken met maar een deur per zijwand en de uitzichtkoepel aan een uiteinde in plaats van in het midden. Ter vervanging van het vervallen van de bagageruimte in de BD 101-104 werd de serie in 1903 uitgebreid met de D 117-119, identiek aan de D 111-116. In 1916 werd de D 118 in de Bilt verbrijzeld, waarna deze wagen afgevoerd werd. In 1924 werden de bagagewagens, met uitzondering van de afgevoerde D 118, opgenomen in de NS nummering als D 1-13, met als typeaanduiding Dl. In 1932 werden de bagagewagens vernummerd in Dl 1011-1023. Het laatste exemplaar werd in 1952 buiten dienst gesteld.
| NCS nummer | NS nummer (1924) | NS nummer (1932) | Bijzonderheden       |
| ---------- | ---------------- | ---------------- | -------------------- |
| D 101      | D 1              | D 1011           |                      |
| D 102      | D 2              | D 1012           |                      |
| D 103      | D 3              | D 1013           |                      |
| D 104      | D 4              | D 1014           |                      |
| D 105      | D 5              | D 1015           |                      |
| D 111      | D 6              | D 1016           |                      |
| D 112      | D 7              | D 1017           |                      |
| D 113      | D 8              | D 1018           |                      |
| D 114      | D 9              | D 1019           |                      |
| D 115      | D 10             | D 1020           |                      |
| D 116      | D 11             | D 1021           |                      |
| D 117      | D 12             | D 1022           |                      |
| D 118      |                  |                  | In 1916 verongelukt. |
| D 119      | D 13             | D 1023           |                      |